# Army Air Corps
Army Air Corps (Armádní vzdušný sbor) je letecká složka Britské armády. Skládá se z osmi pluků (sedmi v rámci pravidelné armády, a jeden v teritoriální), a dále dvou samostatných squadron a čtyř letek, poskytujících podporu Britské armádě v místech její dislokace. Jeho základny se nacházejí v Británii, Bruneji, Kanadě, a Německu.

## Přehled letadel
Tabulka obsahuje přehled letecké techniky britského vojskového letectva v roce 2017 podle Flightglobal.com.
| Název                          | Původ                      | Určení                                    | Verze                      | Ve službě         | Poznámky                                                        |                   |
| Speciální letouny              | Speciální letouny          | Speciální letouny                         | Speciální letouny          | Speciální letouny | Speciální letouny                                               | Speciální letouny |
| ------------------------------ | -------------------------- | ----------------------------------------- | -------------------------- | ----------------- | --------------------------------------------------------------- | ----------------- |
| Britten-Norman Islander        | Spojené království         | pozorovací/užitkový letoun kategorie STOL | Defender AL.1/AL.2         | 11                |                                                                 |                   |
| Bojové a transportní vrtulníky |                            |                                           |                            |                   |                                                                 |                   |
| Aérospatiale Gazelle           | Francie/Spojené království | průzkumný/ozbrojený vrtulník              | Westland Gazelle AH.1      | 19                |                                                                 |                   |
| Leonardo AW159 Wildcat         | Spojené království         | průzkumný/ozbrojený užitkový vrtulník     | Wildcat AH.1               | 15                | Objednáno dalších 5 kusů.                                       |                   |
| Bell 212                       | USA                        | víceúčelový vrtulník                      |                            | 5                 |                                                                 |                   |
| Boeing AH-64 Apache            | USA/Spojené království     | bitevní vrtulník                          | AgustaWestland Apache AH.1 | 39                | Plánována náhrada 50 kusy provedení AH-64E.                     |                   |
| Eurocopter AS365 Dauphin       |                            | užitkový vrtulník                         | AS365N3 Dauphin II         | 6                 |                                                                 |                   |
| Westland Lynx                  | Spojené království         | průzkumný/ozbrojený užitkový vrtulník     | Lynx AH.9A                 | 14                |                                                                 |                   |
| Cvičná letadla                 |                            |                                           |                            |                   |                                                                 |                   |
| Britten-Norman Islander        | Spojené království         | cvičný letoun kategorie STOL              | Defender T.3               | 1                 |                                                                 |                   |
| Eurocopter AS 350              | Francie                    | cvičný vrtulník                           | Eurocopter Squirrel HT.2   | 11                |                                                                 |                   |
| Grob G 115                     | Německo                    | cvičný letoun pro základní výcvik         | Grob Tutor T.1             | 5                 | Provozovány ve spolupráci se společností Babcock International. |                   |

## Fotogalerie

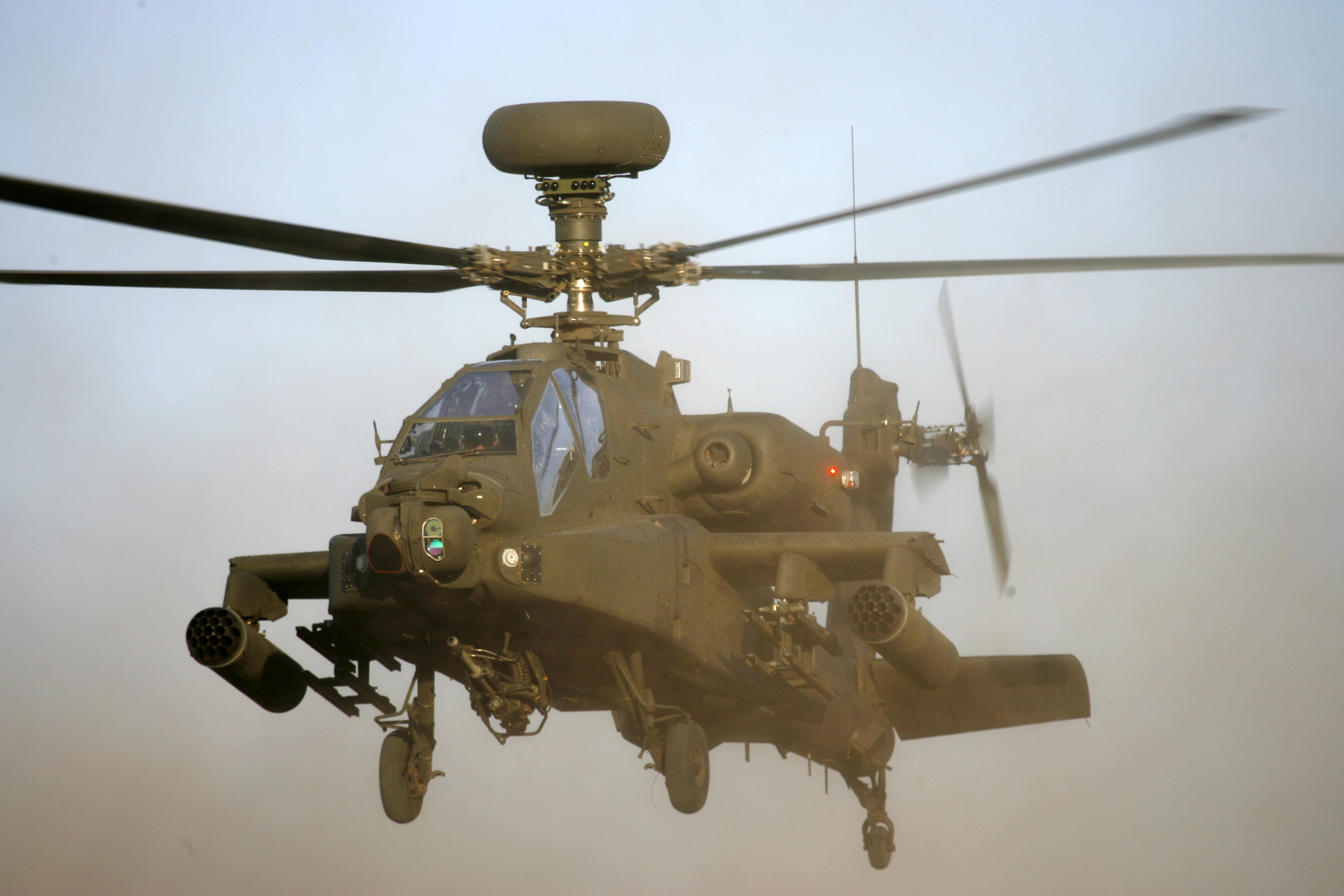
AgustaWestland Apache AH.1
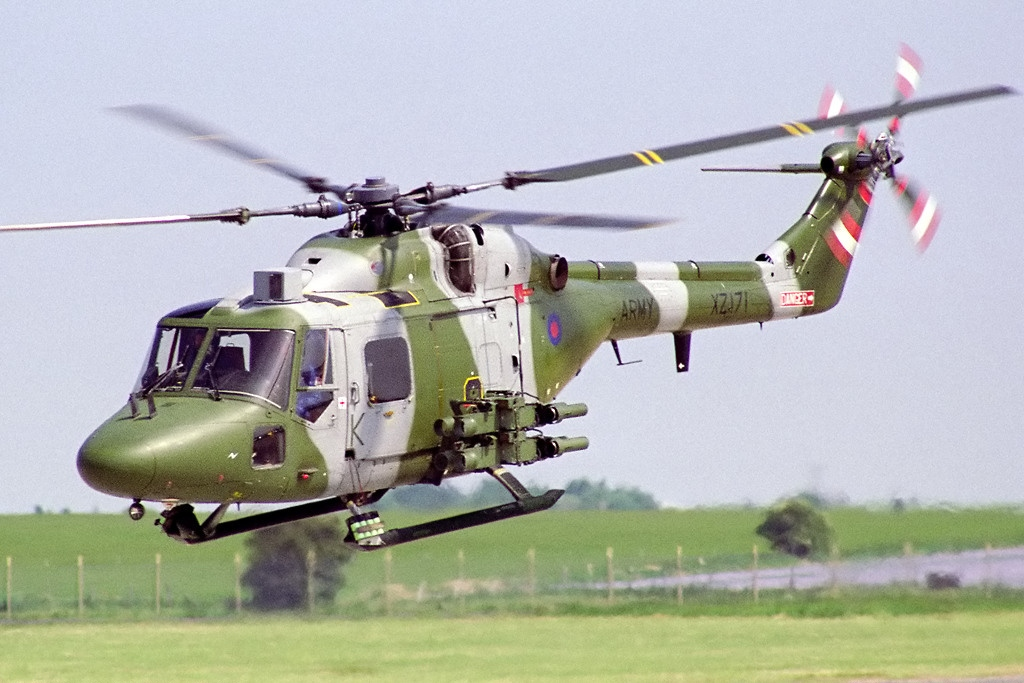
Vrtulník Lynx AH.7
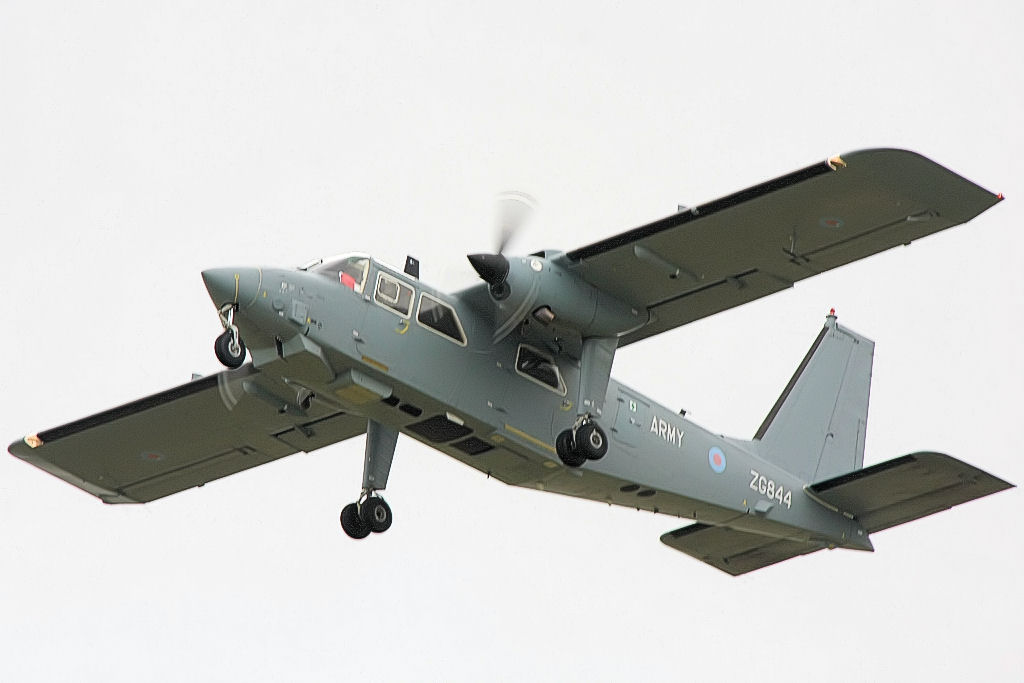
Defender AL.1
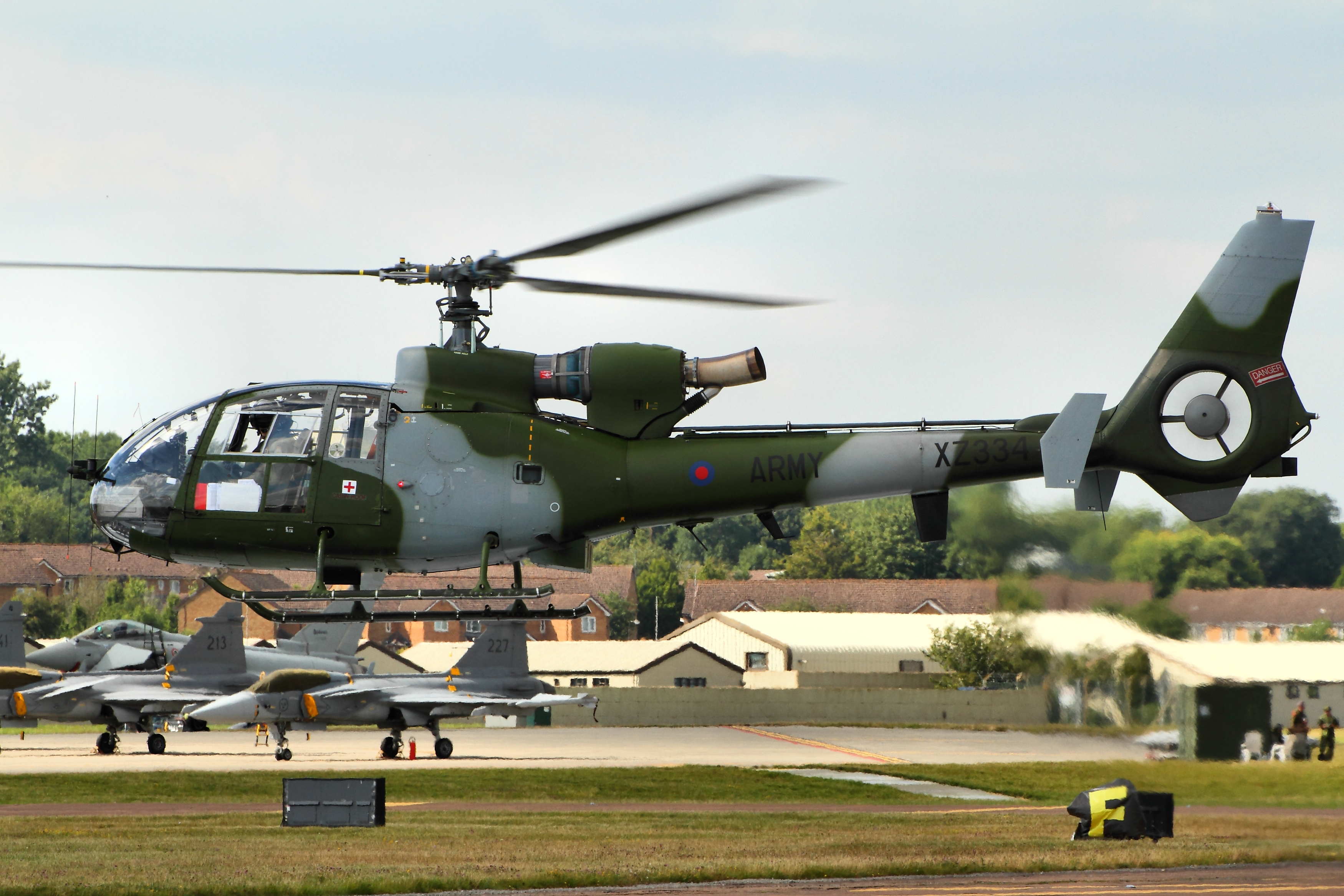
Westland Gazelle AH.1
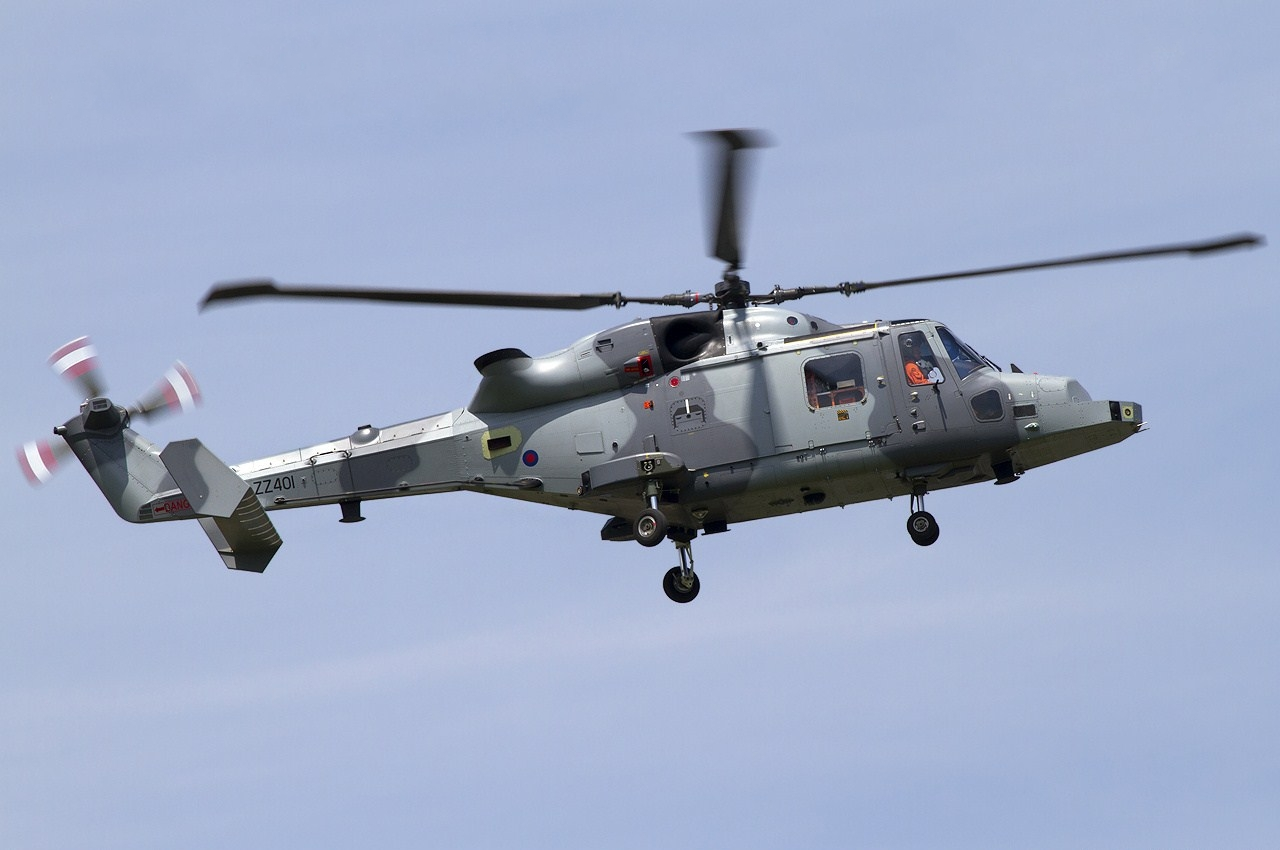
Leonardo Wildcat AH.1
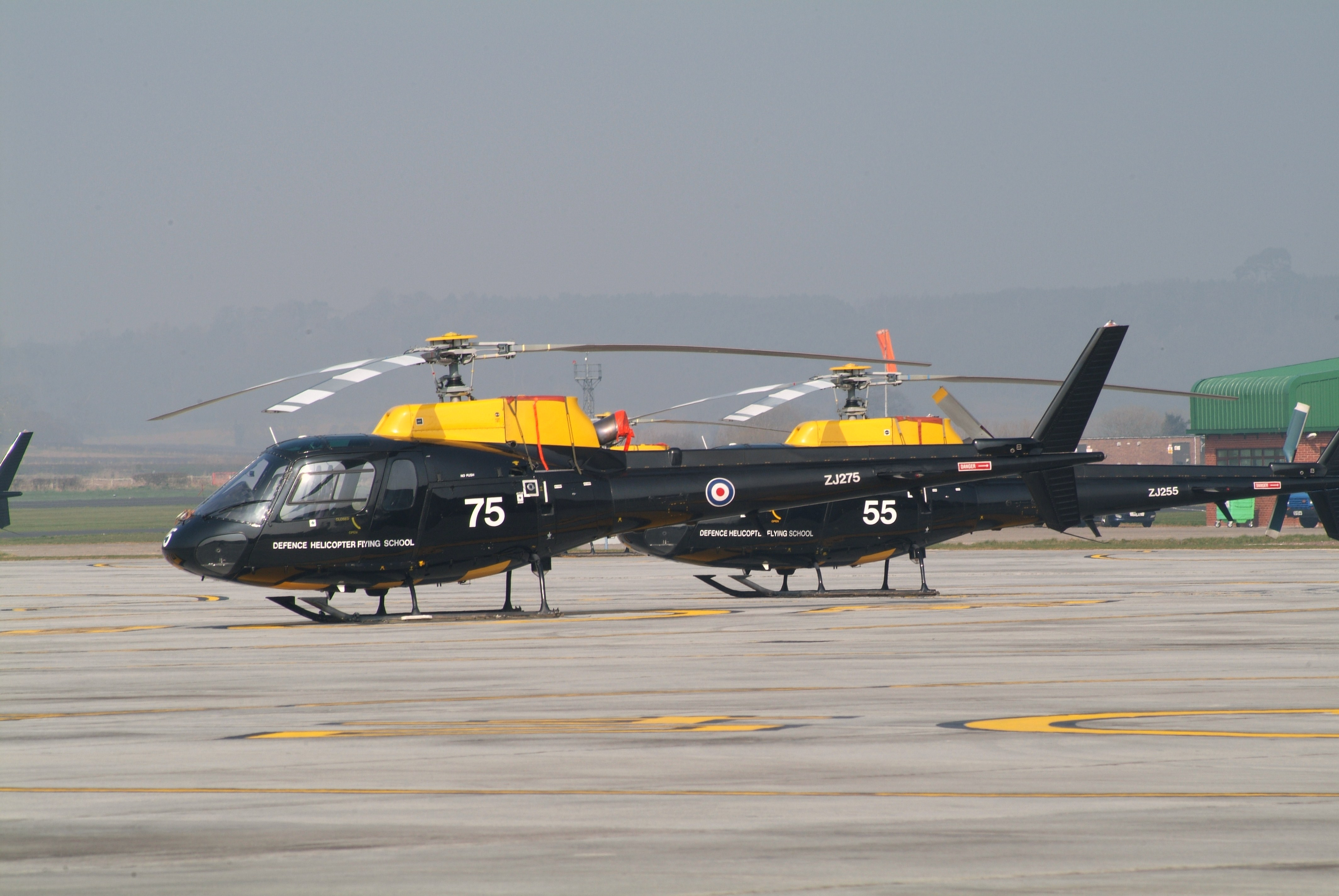
Cvičné vrtulníky Squirrel